# Karin Kessow
Karin Drbal z d. Kessow (ur. 8 stycznia 1954 w Rostocku) – niemiecka łyżwiarka szybka reprezentująca NRD, złota medalistka mistrzostw świata.

## Kariera
Największy sukces w karierze Karin Kessow osiągnęła w 1975 roku, zdobywając złoty medal podczas wielobojowych mistrzostw świata w Assen. Wyprzedziła tam na podium Tatjanę Awieriną z ZSRR oraz Sheilę Young z USA. Kessow wygrała tam bieg na 1500 m, była druga na 3000 m, czwarta na 1000 m i ósma w biegu na 500 m. Był to jednak jedyny medal wywalczony przez nią na międzynarodowej imprezie tej rangi. W tej samej konkurencji była też siódma na rozgrywanych rok później mistrzostwach świata w Gjøvik, gdzie wygrała bieg na 3000 m. Poza tym plasowała się na dziewiątym miejscu w biegu na 1500 m, a w biegach na 500 i 1000 m zajmowała miejsca w połowie drugiej dziesiątki. W 1976 roku brała udział w igrzyskach olimpijskich w Innsbrucku, zajmując czwarte miejsce w biegu na 3000 m. Walkę o medal przegrała tam z Lisbeth Korsmo z Norwegii o 0,36 s. Na tych samych igrzyskach była też piąta na dwukrotnie krótszym dystansie. Ponadto w 1973 roku została mistrzynią NRD w sprincie.
W 1975 roku w Karl-Marx-Stadt ustanowiła nieoficjalny rekord świata na dystansie 5000 m